# ジャネット島
ジャネット島（英語: Jeannette Island、ロシア語: Остров Жанне́тты）は、ロシア領東シベリア海の、デロング諸島東端に位置する島である。アメリカ海軍のジャネット探検隊により1881年発見され、隊長であるジョージ・W・デロング少佐の命で名づけられた。面積3.3km2、長さ 2kmで、諸島で2番目に小さな島である。
最高峰は351m（1,152フィート）で、島の大部分は砂岩で形成される。それを万年雪や氷河が覆っている。島は発見当時にアメリカが海外領土として宣言したが、その後はロシアが実効支配している。

## 歴史

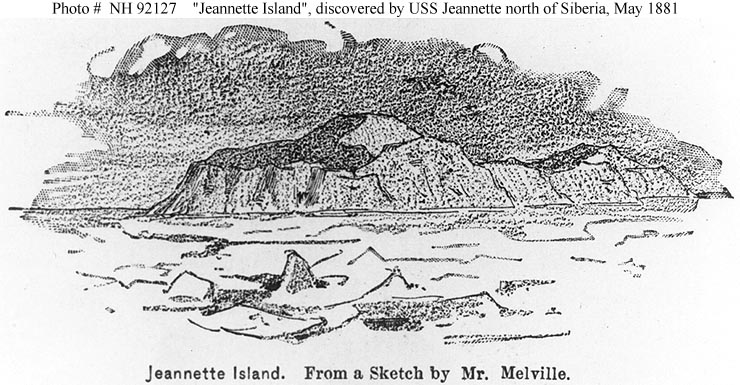
メルヴィルによるジャネット島のスケッチ

ジャネット探検隊は1879年に出発し、隊長はジョージ・W・ロングが務めた。その主な目的は、当時存在が確証されていなかったウランゲリ島を発見するのと、北極点に接近する事だった。しかし同年9月、探検隊は島近海に接近しヘラルド島を発見したが、その後数百マイルも北極海を彷徨った。その間にウランゲリ島の北を通過し、1881年5月に再びジャネット島とヘンリエッタ島に接近・発見した。
翌年の1882年6月2日・3日には、（ジョージ・W・メルヴィル）一行がこの島を視察した。その際、記念碑を建造し、「デロング少佐達が島を発見した」と記録した。なお、1882年度海軍長官報告書16ページには、「彼らは島に星条旗を掲げ、アメリカの領土であると宣言した」と記されている。
1914 - 15年には、島の地図を作成するため、ボリス・ヴィリキツキー率いるロシア帝国北極海航路探検隊が砕氷船ヴァイガチ号で接近を試みているが、厚い海氷に阻まれ失敗に終わっている。なお、現在のロシア連邦政府は、ジャネット島を近海の島と同じく、ロシア領の一部だとしている。この主張は、ソビエト連邦時代から引き継がれている。